# La Grève-sur-Mignon

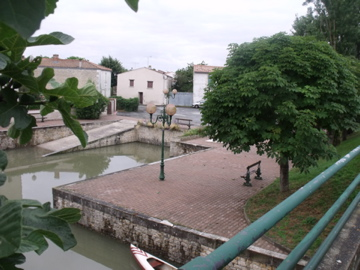

La Grève-sur-Mignon este o comună în departamentul Charente-Maritime, Franța. În 1 ianuarie 2022 avea o populație de 568 de locuitori.